# Джейсон Крамп

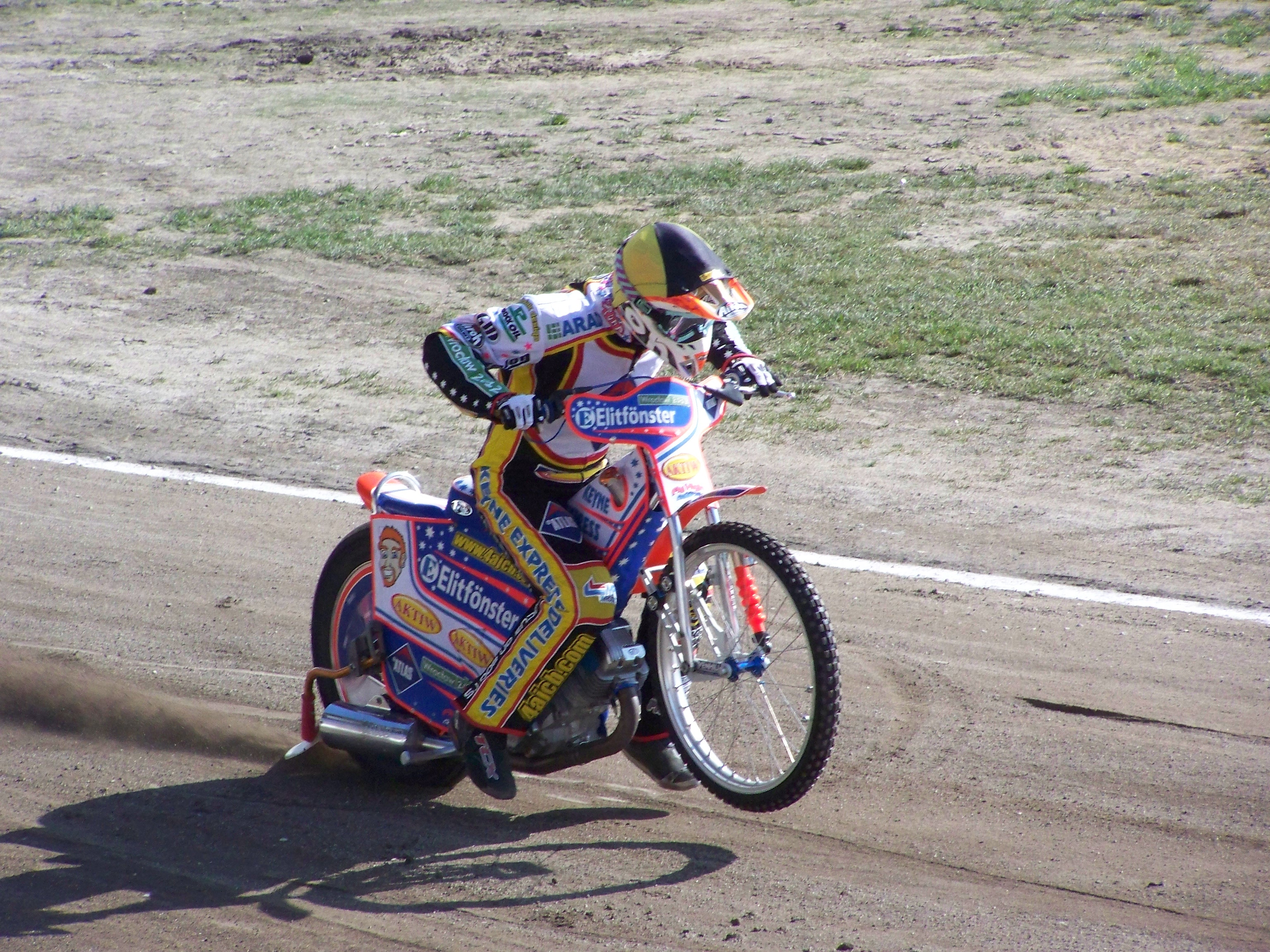
Джейсон Крамп (2009)

Джейсон Філіп Крамп (народився 6 серпня 1975 року в Брістолі ) — австралійський спідвеїст, також має британське громадянство.

## Біографія

### Спортивна кар'єра
Виграв дві медалі чемпіонату світу серед юніорів (бронзу 1994 року, золото 1995 року). У 2000 році посів 4 місце на індивідуальному чемпіонаті світу. У наступні роки він регулярно піднімався на подіум Чемпіонату світу: у 2001—2003 і 2005 роках був віце-чемпіоном світу, а в 2004, 2006 і 2009 роках — чемпіоном світу. Здобувши бронзову медаль на Чемпіонаті світу в 2010 році, він зрівняв рекорд Уве Фундіна і став другим гонщиком в історії спідвею, який десять раз був у трійці найкращих індивідуального чемпіонату світу. Зі збірною Австралії він тричі вигравав командний чемпіонат світу (1999, 2001, 2002).

У грудні 2012 року завершив кар'єру.
У лютому 2020 року, після 7-річної перерви, оголосив, що повертається гонщиком британського клубу «Ipswitch Witches».

### Особисте життя
Син Філа Крампа та онук Ніла Стріт, також спідвеїсти.
Зі своєю дружиною Мелоді він має двох дітей: доньку Мію-Ліллі та сина Сета.

## Клубна приналежність
Велика Британія
- Poole Pirates (1991)
- Peterborough Panthers (1992)
- Swindon Robins (1993)
- Poole Pirates (1994–1995)
- Peterborough Panthers (1996–1997)
- Oxford Cheetahs (1998)
- Peterborough Panthers (1999)
- King’s Lynn Stars (2000–2001)
- Belle Vue Aces (2002–2006)
- Poole Pirates (2007)
- Belle Vue Aces (2008)
- Ipswich Witches (2020–)

Швеція
- Getingarna Sztokholm (1994)
- Rospiggarna Hallstavik (1995)
- Vargarna Norrköping (1997–2005)
- VMS Elit Vetlanda (2006–2012)

Польща
- Stal Gorzów Wlkp. (1994)
- WTS Wrocław (1995)
- Stal Gorzów Wlkp. (1996)
- ZKŻ Zielona Góra (1997–1998)
- WTS Wrocław (1999)
- Pergo Gorzów Wlkp. (2000–2001)
- TS Polonia Piła (2002)
- Apator Toruń (2003–2005)
- WTS Wrocław (2006–2010)
- Stal Rzeszów (2011–2012)

Німеччина
- MSC Brokstedt (1995)
- MSC Brokstedt (1997)

### Статистика в індивідуальних змаганняхГран-Прі
| Статистика       | Статистика |
| ---------------- | ---------- |
| Старти           | 145        |
| Перемоги         | 23         |
| Місця на подіумі | 56         |
| Участь у Фіналі  | 77         |
| Очки             | 2006       |

## Досягнення
Індивідуальний чемпіонат світу
- 1994 – 11. місце – 6 очок
- 1995 – 19. місце – 12 очок
- 1996 – 10. місце – 45 очок
- 1997 – 18. місце – 8 очок
- 1998 – 8. місце – 62+3 очок
- 1999 – 8. місце – 66 очок
- 2000 – 4. місце – 88 очок
- 2001 – 2. місце – 113 очок
- 2002 – 2-й місце – 162 очок
- 2003 – 2-й місце – 144 очок
- 2004 – 1. місце – 158 очок
- 2005 – 2-й місце – 154 очок
- 2006 – 1. місце – 188 очок
- 2007 – 3. місце – 124 очок
- 2008 – 2-й місце – 152 очок
- 2009 – 1. місце
- 2010 – 3. місце

Індивідуальний чемпіонат світу серед юніорів
- 1994 – Тампере  – 3. місце – 12+3 очок
- 1995 – Елген – 1. місце – 14+3 очок

Командний чемпіонат світу
- 1994 – Брокштедт – 4. місце – не стартував
- 1995 – Бидгощ – 5. місце – 8 очок
- 1999 – Пардубіце – 1. місце – 13 очок
- 2000 – Ковентрі – 4. місце – 13 очок

Індивідуальний чемпіонат Австралії
- 1994 – Мілдура – 3. місце – 11 очок
- 1995 – Госфорд – 1. місце – 15 очок
- 1996 – Ньюкасл – 2. місце – 13+3 очок
- 1997 – Брісбен – 2. місце – 13+3 очок
- 1998 – Міст Мюррей – 3. місце – 13+1 очок
- 2002 – Аделаїда – 2. місце – 14+4 очок
- 2007 р. – 5 турів – 1. місце – 96 очок

Індивідуальний чемпіонат Австралії серед молоді
- 1992 – Міст Мюррей – 3. місце – 11+3 очок
- 1993 – Мілдура – 11. місце – 3 очок

## Виноски
1. ↑  Ekstraliga bez Crumpa. Australijczyk kończy karierę!
2. ↑  Crump makes British comeback with Ipswich. speedwaygp.com.